# Schoonspringen op de Olympische Zomerspelen
Schoonspringen is een van de sportdisciplines die op de Olympische Zomerspelen wordt beoefend.
Deze sporttak is een van de vijf disciplines binnen de olympische sport zwemmen en staat sinds 1904 op het programma van de Olympische Spelen. De vier andere olympische zwemdisciplines zijn baanzwemmen, openwaterzwemmen, synchroonzwemmen en waterpolo.

## Onderdelen
|                       | Onderdeel                | 04 | 08 | 12 | 20 | 24 | 28 | 32 | 36 | 48 | 52 | 56 | 60 | 64 | 68 | 72 | 76 | 80 | 84 | 88 | 92 | 96 | 00 | 04 | 08 | 12 | 16 | 20 | 24 | Totaal |
| --------------------- | ------------------------ | -- | -- | -- | -- | -- | -- | -- | -- | -- | -- | -- | -- | -- | -- | -- | -- | -- | -- | -- | -- | -- | -- | -- | -- | -- | -- | -- | -- | ------ |
| Mannen                | driemeterplank           |    | •  | •  | •  | •  | •  | •  | •  | •  | •  | •  | •  | •  | •  | •  | •  | •  | •  | •  | •  | •  | •  | •  | •  | •  | •  | •  | •  | 27     |
| Mannen                | tienmetertoren           | •  | •  | •  | •  | •  | •  | •  | •  | •  | •  | •  | •  | •  | •  | •  | •  | •  | •  | •  | •  | •  | •  | •  | •  | •  | •  | •  | •  | 28     |
| Mannen                | driemeterplank synchroon |    |    |    |    |    |    |    |    |    |    |    |    |    |    |    |    |    |    |    |    |    | •  | •  | •  | •  | •  | •  | •  | 7      |
| Mannen                | tienmetertoren synchroon |    |    |    |    |    |    |    |    |    |    |    |    |    |    |    |    |    |    |    |    |    | •  | •  | •  | •  | •  | •  | •  | 7      |
|                       |                          |    |    |    |    |    |    |    |    |    |    |    |    |    |    |    |    |    |    |    |    |    |    |    |    |    |    |    |    |        |
| Vrouwen               | driemeterplank           |    |    |    | •  | •  | •  | •  | •  | •  | •  | •  | •  | •  | •  | •  | •  | •  | •  | •  | •  | •  | •  | •  | •  | •  | •  | •  | •  | 25     |
| Vrouwen               | tienmetertoren           |    |    | •  | •  | •  | •  | •  | •  | •  | •  | •  | •  | •  | •  | •  | •  | •  | •  | •  | •  | •  | •  | •  | •  | •  | •  | •  | •  | 26     |
| Vrouwen               | driemeterplank synchroon |    |    |    |    |    |    |    |    |    |    |    |    |    |    |    |    |    |    |    |    |    | •  | •  | •  | •  | •  | •  | •  | 7      |
| Vrouwen               | tienmetertoren synchroon |    |    |    |    |    |    |    |    |    |    |    |    |    |    |    |    |    |    |    |    |    | •  | •  | •  | •  | •  | •  | •  | 7      |
| Afgevoerde onderdelen |                          |    |    |    |    |    |    |    |    |    |    |    |    |    |    |    |    |    |    |    |    |    |    |    |    |    |    |    |    |        |
| Mannen                | hoogduiken               |    |    | •  | •  | •  |    |    |    |    |    |    |    |    |    |    |    |    |    |    |    |    |    |    |    |    |    |    |    | 3      |
| Mannen                | afsprong met uitdrijven  | •  |    |    |    |    |    |    |    |    |    |    |    |    |    |    |    |    |    |    |    |    |    |    |    |    |    |    |    | 1      |
| Totaal                | Totaal                   | 2  | 2  | 4  | 5  | 5  | 4  | 4  | 4  | 4  | 4  | 4  | 4  | 4  | 4  | 4  | 4  | 4  | 4  | 4  | 4  | 4  | 8  | 8  | 8  | 8  | 8  | 8  | 8  | 138    |

## Medailles

### Meervoudige medaillewinnaars
De Chinese Wu Minxia is sinds de editie van 2016 de 'succesvolste medaillewinnaar' in het schoonspringen, zij behaalde vijf gouden medailles, een zilveren- en een bronzen medaille. De Rus Dmitri Saoetin won het recordaantal van acht medailles, hij deed dit op vier onderdelen op vier edities.
Over alle onderdelen
Onderstaande tabel geeft de meervoudige medaillewinnaars weer die vier of meer medailles bij het schoonspringen over alle onderdelen hebben gewonnen.
|                                        | Olympiër             | Jaren              | Goud               | Zilver             | Brons              | Totaal             |
| ten minste 3x goud                     | ten minste 3x goud   | ten minste 3x goud | ten minste 3x goud | ten minste 3x goud | ten minste 3x goud | ten minste 3x goud |
| -------------------------------------- | -------------------- | ------------------ | ------------------ | ------------------ | ------------------ | ------------------ |
| 01                                     | Wu Minxia            | 2004-2016          | 5                  | 1                  | 1                  | 7                  |
| 02                                     | Chen Ruolin          | 2008-2016          | 5                  | 0                  | 0                  | 5                  |
| 03                                     | Guo Jingjing         | 2000-2008          | 4                  | 2                  | 0                  | 6                  |
| 04                                     | Cao Yuan             | 2012-2024          | 4                  | 1                  | 1                  | 5                  |
| 05                                     | Greg Louganis        | 1976-1988          | 4                  | 1                  | 0                  | 5                  |
| 0"                                     | Fu Mingxia           | 1992-2000          | 4                  | 1                  | 0                  | 5                  |
| 07                                     | Patricia McCormick   | 1952-1956          | 4                  | 0                  | 0                  | 4                  |
| 08                                     | Klaus Dibiasi        | 1964-1976          | 3                  | 2                  | 0                  | 5                  |
| 09                                     | Xiong Ni             | 1988-2000          | 3                  | 1                  | 1                  | 5                  |
| 10                                     | Ingrid Krämer        | 1960-1964          | 3                  | 1                  | 0                  | 4                  |
| Winnaars van ten minste vier medailles |                      |                    |                    |                    |                    |                    |
|                                        | Dmitri Saoetin       | 1992-2004          | 2                  | 2                  | 4                  | 8                  |
|                                        | Chen Yuxi            | 2020-2024          | 2                  | 2                  | 0                  | 4                  |
|                                        | Wang Zongyuan        | 2020-2024          | 2                  | 2                  | 0                  | 4                  |
|                                        | Qin Kai              | 2008-2016          | 2                  | 1                  | 2                  | 5                  |
|                                        | Dorothy Poynton-Hill | 1928-1936          | 2                  | 1                  | 1                  | 4                  |
|                                        | Tian Liang           | 2000-2004          | 2                  | 1                  | 1                  | 4                  |
|                                        | Joelia Pakhalina     | 2000-2008          | 1                  | 3                  | 1                  | 5                  |
|                                        | Georgia Coleman      | 1928-1932          | 1                  | 2                  | 1                  | 4                  |
|                                        | Michael Galitzen     | 1928-1932          | 1                  | 2                  | 1                  | 4                  |
|                                        | Tom Daley            | 2016-2024          | 1                  | 1                  | 3                  | 5                  |
|                                        | Clarence Pinkston    | 1920-1924          | 1                  | 1                  | 2                  | 4                  |
|                                        | Joaquin Capilla      | 1948-1956          | 1                  | 1                  | 2                  | 4                  |
|                                        | David Boudia         | 2012-2016          | 1                  | 1                  | 2                  | 4                  |
|                                        | Jack Laugher         | 2016-2024          | 1                  | 1                  | 2                  | 4                  |
|                                        | Paula Myers(-Pope)   | 1952-1960          | 0                  | 3                  | 1                  | 4                  |
|                                        | Giorgio Cagnotto     | 1972-1980          | 0                  | 2                  | 2                  | 4                  |
|                                        | Émilie Heymans       | 2000-2012          | 0                  | 2                  | 2                  | 4                  |

Op één onderdeel
De chinese Wu Minxia is de enige in het schoonspringen die viermaal goud won op een onderdeel (driemeterplank synchroon). De Italiaan Klaus Dibiasi is de enige andere schoonspringer die vier medailles op één onderdeel won (3-1-0, bij het tienmetertoren-springen). Wu Minxia en haar landgenote Guo Jingjing zijn de enigen die op twee onderdelen ten minste driemaal een medaille wonnen. De Zweed John Jonsson won bij de drie keer dat het hoogduiken op het programma stond elke keer een medaille.
Onderstaande tabel geeft de veertien medaillewinnaars (negen mannen en vijf vrouwen) weer die drie of meer medailles op één onderdeel bij het schoonspringen hebben gewonnen.
| Olympiër                  | Jaren                                   | Medailles                                         | Onderdeel                                       |
| ten minste drie medailles | ten minste drie medailles               | ten minste drie medailles                         | ten minste drie medailles                       |
| ------------------------- | --------------------------------------- | ------------------------------------------------- | ----------------------------------------------- |
| John Jonsson              | 1912, 1920, 1924                        | Brons · Brons · Zilver                            | (m) hoogduiken                                  |
| Joaquin Capilla           | 1948, 1952, 1956                        | Brons · Zilver · Goud                             | (m) tienmetertoren                              |
| Paula Myers(-Pope)        | 1952, 1956, 1960                        | Zilver · Brons · Zilver                           | (v) tienmetertoren                              |
| Klaus Dibiasi             | 1964, 1968, 1972, 1976                  | Zilver · Goud · Goud · Goud                       | (m) tienmetertoren                              |
| Giorgio Cagnotto          | 1972, 1976, 1980                        | Zilver · Zilver · Brons                           | (m) driemeterplank                              |
| Greg Louganis             | 1976, 1984, 1988                        | Zilver · Goud · Goud                              | (m) tienmetertoren                              |
| Tan Liangde               | 1984, 1988, 1992                        | Zilver · Zilver · Zilver                          | (m) driemeterplank                              |
| Dmitri Saoetin            | 1992, 2000, 2004                        | Brons · Brons · Brons                             | (m) driemeterplank                              |
| Guo Jingjing              | 2000, 2004, 2008 2000, 2004, 2008       | Zilver · Goud · Goud · Zilver · Goud · Goud       | (v) driemeterplank (v) driemeterplank synchroon |
| Joelia Pakhalina          | 2000, 2004, 2008                        | Goud · Zilver · Zilver                            | (v) driemeterplank synchroon                    |
| Wu Minxia                 | 2004, 2008, 2012 2004, 2008, 2012, 2016 | Zilver · Brons · Goud · Goud · Goud · Goud · Goud | (v) driemeterplank (v) driemeterplank synchroon |
| Chen Ruolin               | 2008, 2012, 2016                        | Goud · Goud · Goud                                | (v) tienmetertoren synchroon                    |
| Qin Kai                   | 2008, 2012, 2016                        | Goud · Goud · Brons                               | (m) driemeterplank synchroon                    |
| Tom Daley                 | 2016, 2020, 2024                        | Brons · Goud · Zilver                             | (m) tienmetertoren synchroon                    |

### Medaillespiegel
N.B. Medaillespiegel is bijgewerkt tot en met de Olympische Spelen van 2024.
| Plaats | Land                           | NOC    | Goud | Zilver | Brons | Totaal |
| ------ | ------------------------------ | ------ | ---- | ------ | ----- | ------ |
| 1      | China                          | CHN    | 55   | 26     | 11    | 92     |
| 2      | Verenigde Staten               | USA    | 49   | 47     | 46    | 142    |
| 3      | Zweden                         | SWE    | 6    | 8      | 7     | 21     |
| 4      | Rusland                        | RUS    | 4    | 8      | 6     | 18     |
| 5      | Sovjet-Unie                    | URS    | 4    | 4      | 6     | 14     |
| 6      | Italië                         | ITA    | 3    | 5      | 3     | 11     |
| 7      | Australië                      | AUS    | 3    | 4      | 8     | 15     |
| 8      | Duits eenheidsteam             | EUA    | 3    | 1      | 0     | 4      |
| 9      | Duitsland                      | GER    | 2    | 8      | 13    | 23     |
| 10     | Groot-Brittannië               | GBR    | 2    | 4      | 12    | 18     |
| 11     | Duitse Democratische Republiek | GDR    | 2    | 2      | 3     | 7      |
| 12     | Mexico                         | MEX    | 1    | 8      | 8     | 17     |
| 13     | Canada                         | CAN    | 1    | 5      | 9     | 15     |
| 14     | Tsjecho-Slowakije              | TCH    | 1    | 1      | 0     | 2      |
| 15     | Denemarken                     | DEN    | 1    | 0      | 1     | 2      |
| 16     | Griekenland                    | GRE    | 1    | 0      | 0     | 1      |
| 17     | Gezamenlijk team               | EUN    | 0    | 2      | 1     | 3      |
| 18     | Egypte                         | EGY    | 0    | 1      | 1     | 2      |
| 18     | Maleisië                       | MAS    | 0    | 1      | 1     | 2      |
| 18     | Noord-Korea                    | PRK    | 0    | 1      | 1     | 2      |
| 21     | Frankrijk                      | FRA    | 0    | 1      | 0     | 1      |
| 21     | Japan                          | JPN    | 0    | 1      | 0     | 1      |
| 23     | Oekraïne                       | UKR    | 0    | 0      | 2     | 2      |
| 24     | Russische ploeg                | ROC    | 0    | 0      | 1     | 1      |
| Totaal | Totaal                         | Totaal | 138  | 138    | 140*  | 416    |

* in 1904 op de tienmetertoren en in 1908 op de driemeterplank 2x brons uitgereikt
St. Louis 1904 · 
Londen 1908 · 
Stockholm 1912 · 
Antwerpen 1920 · 
Parijs 1924 · 
Amsterdam 1928 · 
Los Angeles 1932 · 
Berlijn 1936 · 
Londen 1948 · 
Helsinki 1952 · 
Melbourne 1956 · 
Rome 1960 · 
Tokio 1964 · 
Mexico-stad 1968 · 
München 1972 · 
Montréal 1976 · 
Moskou 1980 · 
Los Angeles 1984 · 
Seoel 1988 · 
Barcelona 1992 · 
Atlanta 1996 · 
Sydney 2000 · 
Athene 2004 · 
Peking 2008 · 
Londen 2012 · 
Rio de Janeiro 2016 · 
Tokio 2020 · 
Parijs 2024 · 
Los Angeles 2028 
Medaillewinnaars 
Olympische Zomerspelen
Olympische Winterspelen
Gerelateerd
Olympische Jeugdspelen · Paralympische Spelen · Deaflympische Spelen · Special Olympic World Games
IOC · COA · BOIC · NOC*NSF · NAOC · SOC